# 魏源

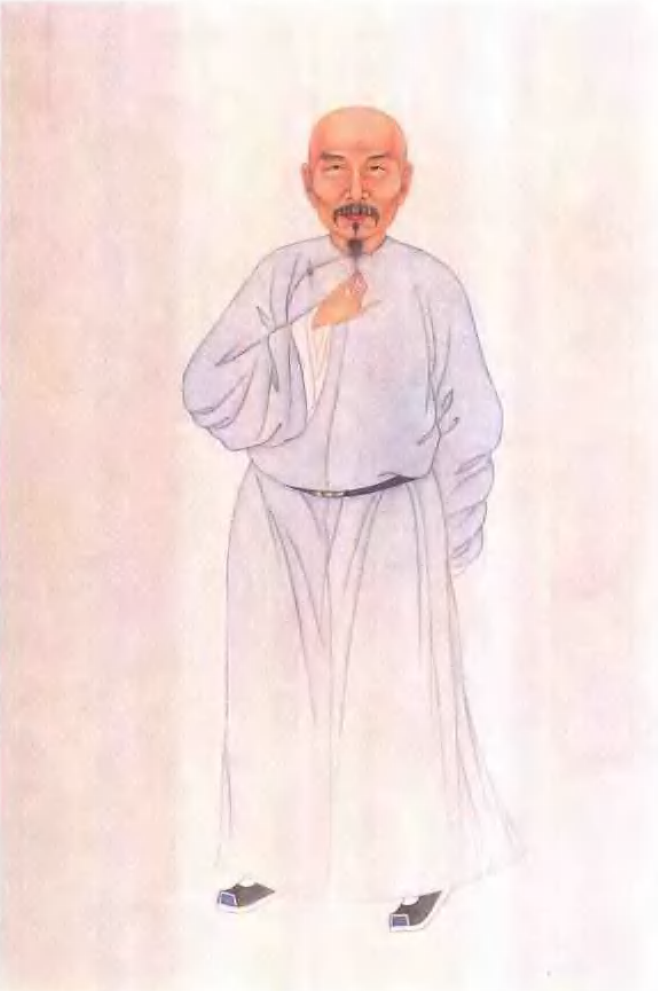
魏源

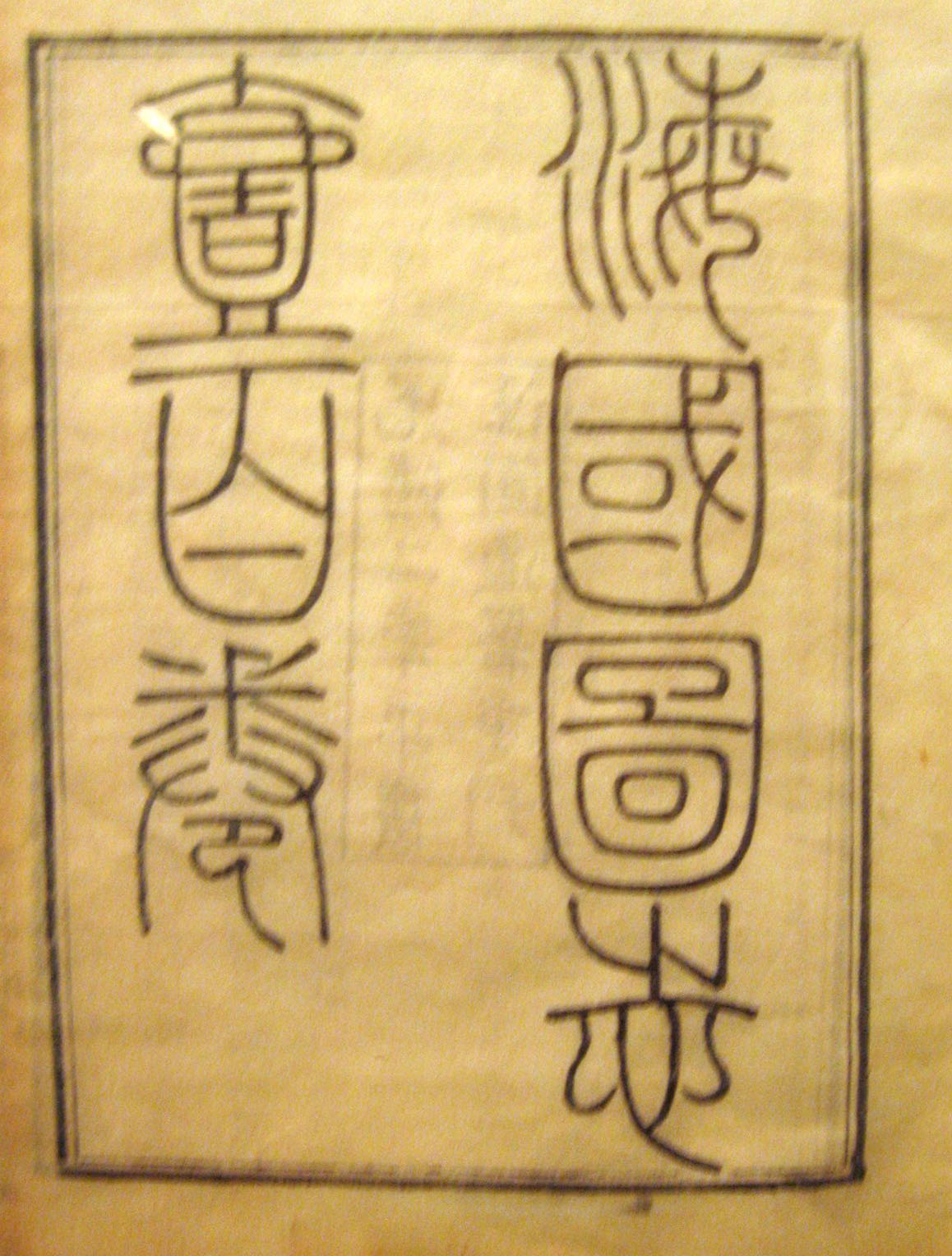
『海国図志』

魏 源（ぎ げん、1794年4月23日（乾隆59年3月24日） - 1857年3月26日（咸豊7年3月1日））は、中国清代の思想家。字は黙深・墨生・漢士。号は良図。もとの名は遠達。宝慶府邵陽県金潭（現在の湖南省邵陽市隆回県司門前鎮）の人。

## 略歴
1831年より揚州に居住した。林則徐と親しく、新思想の提唱者として中国を「世界に目を開かせる」役割を担った知識人の代表である。官職は高郵州の知州に至った。晩年は杭州に隠棲して仏教研究に打ち込み、法名を承貫といった。杭州で死去。『清史稿』巻486列伝3文苑3に伝がある。これによれば、道光2年挙人、道光24年進士、死去は咸豊6年。

## 著作
著書には『海国図志』50巻、『聖武記』、『道光洋艘征撫記』、『元史新編』などがあり、賀長齢とともに『皇朝経世文編』120巻を編纂している。林則徐は欽差大臣の時にイギリス人ヒュー・マレーの『世界地理大全』を『四洲志』として編訳させた。阿片戦争後、林則徐はイリに左遷されたが、その際『四洲志』を魏源に与えた。魏源は『四洲志』を基にさらに多くの世界地理の資料を集め、一年後に『海国図志』が完成した。初版は1843年に揚州で出版された。1847年から1848年にかけて増補され60巻本となり、最終的に1852年に100巻本となった。『海国図志』の中で魏源は「夷の長技を師とし以て夷を制す」と述べて、外国の先進技術を学ぶことでその侵略から防御するという思想を明らかにしている。

## 日本での『海国図志』受容
魏源が伝えようとした西力東漸の危機感は、典礼問題や阿片戦争で揺れる清よりも、むしろ日本で真剣に受け止めた。清朝の阿片戦争での敗戦に危機感を募らせた当時の日本では『海国図志』は吉田松陰や佐久間象山らによって読まれ、速やかな体制転換の必要性が日本国内に広まっていくことになる。一方、清朝国内では「香港島を与えておけば英夷も満足するであろう」との慢心が根強く、魏源が訴えた改革の必要性が国内に強く認識されることはついになかった。

## 実学
著作からは「学問」は全て実用に役立つべきものとする知見が窺える。